# Троицкий собор (Верхотурье)
Собо́р Свято́й Живонача́льной Тро́ицы (Троицкий собор) — православный храм в городе Верхотурье. Располагается на территории Верхотурского кремля.

## История
- Первая деревянная церковь во имя Живоначальной Троицы была заложена в 1598 году.
- Построен в камне в 1703—1712 годах соликамскими мастерами по указу Петра I. Старейший каменный храм Свердловской области. Специалисты отмечают Троицкий храм как лучший образец московского барокко на Урале[1].
- Главный престол освящен 16 апреля 1709 году.
- Закрыт в 1932 году.
- Постановлением Совета Министров РСФСР № 1327 от 30 августа 1960 г. включен в список исторических памятников, подлежащих охране как памятники государственного значения[2].
- Богослужения возобновлены в 1998 г. Собору указом Правящего Архиерея придан статус Архиерейского подворья.

## Прочие сведения
В интернете распространено мнение, что в 1959 году храм получил статус памятника архитектуры мирового значения ЮНЕСКО, что является заблуждением. В 1959 году международная конференция в Гааге включила Троицкий собор в число наиболее значительных архитектурных памятников в мире, из-за этого и пошла информация о том, что объект включен в список всемирного наследия. Но поскольку программа ЮНЕСКО по охране всемирного культурного и природного наследия вступила в силу только в 1975 году — то Троицкий собор к ней не имеет отношения, а все памятники России, находящиеся под охраной ЮНЕСКО, значатся в специальном списке. В 1997 году Верхотурье посетил генеральный директор ЮНЕСКО Федерико Майор, и тогда обсуждалась возможность подачи заявки на включение Троицкого собора в список защиты ЮНЕСКО, но дальнейших действий не последовало.

## Галерея
- Вид с запада
- Вид со смотровой башни
- Вид с высоты
- Вид с юга
- Основание колокольни
- Колокольня
- Купола
- Украшение четверика
- Фото Сергея Прокудина-Горского, 1910 год
- Монета Банка России (3 рубля, серебро, 2013)
- Модель в музее УрГАХУ